# Nieuwkapelle
Nieucapelle, en néerlandais Nieuwkapelle, est une section de la ville belge de Dixmude située en Région flamande dans la province de Flandre-Occidentale. C'était une commune à part entière avant la fusion des communes de 1971 quand elle fut intégrée dans la nouvelle commune de Driekapellen avant de devenir une section de Dixmude en 1977.

## Démographie

### Évolution démographique
- Sources : INS, Rem. : 1831 jusqu'en 1970 = recensements, 1976 = nombre d'habitants au 31 décembre[3].

## Personnalités
- Marie-Thérèse Tack (dite la Maman des soldats, 1836-1927) est née et a vécu dans la commune.